# Pegolettia
Pegolettia là một chi thực vật có hoa trong họ Cúc (Asteraceae).

## Loài
Chi Pegolettia gồm các loài: